# Phantoms (album)
Pour les articles homonymes, voir Phantoms.
Albums de Sear Bliss
The Pagan Winter
(1995) The Haunting
(1998)
Phantoms est le premier album studio du groupe de black metal symphonique hongrois Sear Bliss. L'album est sorti en août 1996 sous le label Mascot Records.
Phantoms a été réédité en 2006 par le label Vic Records. La réédition de l'album a été décidée car sa version originale était quasiment introuvable dans le commerce, en partie à cause du fait qu'il a été produit en un nombre assez limité.
Par rapport à ses successeurs, les éléments Black metal de cet opus sont bien plus mis en avant. L'ensemble est globalement plus brutal et le clavier, ainsi que les instruments à vent, se font plus discrets.
À la sortie de cet album, le magazine de metal Aardschok lui a accordé le titre d'album du mois. Il faut noter un détail important : il s'agit de la première et de la seule fois que le magazine a accordé ce titre à un album de Black metal.
C'est le seul album de Sear Bliss enregistré avec Csejtei Zoltán en tant que vocaliste principal. À partir de l'album suivant, c'est Nagy András qui deviendra le chanteur principal, en plus de son rôle de bassiste.

## Musiciens
- Csejtei Zoltán - chant, batterie
- Csejtei Csaba - guitare
- Barbarics János - guitare
- Nagy András - basse
- Winter - claviers
- Szűcs Gergely - trombone

## Liste des morceaux
1. Winter Voices - 0:46
2. Far Above the Trees - 6:55
3. Aeons of Desolation - 8:54
4. 1100 Years Ago - 6:45
5. As the Bliss is Burning - 5:48
6. Land of the Phantoms - 9:16
7. Beyond the Darkness - 4:37
8. With Mournful Eyes - 6:22